# 보드브 데르그
보드브 데르그(아일랜드어: Bodb Derg [ˈboðβ ˈdʲeɾɡ]) 또는 보브 다러그(아일랜드어: Bodhbh Dearg [ˈboːβ ˈdʲaɾəɡ])는 아일랜드 신화에서 오하드 가르브의 아들, 또는 다그다 모르의 아들이며, 다그다의 후임으로 투어허 데 다넌의 왕이 되었다.
「옹구스의 꿈」에서, 옹구스가 꿈속에서 어느 여자를 보고 반해서, 형인 보드브에게 그 여자를 그 여자를 찾게 도와 달라 부탁한다. 이 때 보드브는 먼스터의 이스시의 왕(즉 요정왕)이었다. 보드브는 그 여자가 카르 이보르메흐라는 것을 알아내어 동생과 맺어지게 도와주었다.
「레르의 아이들」은 탈투 전투에서 밀레시안에게 패배한 투어허 데 다넌들이 고분 속으로 숨어들어가 이스시가 된 지 얼마 안 되었을 때를 배경으로 한다. 이 이야기에서 보드브는 투어허 데 다넌의 왕으로 선출되고 많은 자식을 낳았다. 다른 경쟁자들은 모두 보드브의 선출에 승복했지만 레르만이 승복하지 않았다. 보드브는 자신의 딸 두 명을 레르의 아내로 내어주는 것으로 레르의 지지를 끌어냈다. 하지만 레르의 결혼생활은 불행하게 끝났다.
얼스터 대계 작품인 「쿠얼러의 소몰이」에서 보드브는 "보드브 시더 아르 페멘(Bodb Sída ar Femen)"이라는 이름으로 먼스터 지역의 요정왕으로 등장하며, 자신이 부리는 금세공장이 렌과 함께 이야기의 도입 배경으로 중요한 역할을 한다. 보드브의 돼지치기 프루크(Friuch)와 코나크타 지역 요정왕 오헐 오크너(Ochall Ochne)의 돼지치기 루크트(Rucht)가 둔갑술을 겨루며 싸움을 한다. 그러다 지렁이 두 마리로 둔갑한 순간 지나가던 소에게 잡아먹히고, 프루크와 루크트는 그 새끼가 되어 각각 돈 쿠얼릉거와 핀베나크라는 소들로 환생한다. 이 소들은 마술적인 소들로 모두가 탐냈으며, 코나크타의 메브 여왕이 돈 쿠얼릉거를 빼앗아 가려고 쳐들어옴으로써 이야기의 본편인 소싸움 전투가 벌어진다.
피니언 대계에서는 보드브가 투어허 데 다넌의 주장으로서 핀트라거 전투에 참전하여 핀 막 쿠월의 피어너와 동맹하여 에린 섬에 쳐들어온 침략자들을 무찌른다.